# Eugenik, Erblehre, Erbpflege
Eugenik, Erblehre, Erbpflege war die zwischen 1926 und Juni 1933 erschienene Zeitschrift  des eugenisch orientierten Deutschen Bundes für Volksaufartung und Erbkunde.
Die Zeitschrift wurde im Jahre 1926 unter dem Titel Zeitschrift für Volksaufartung und Erbkunde gegründet. Ab 1928 erschien sie bis September 1930 als Zeitschrift für Volksaufartung, Erbkunde und Eheberatung. 
Im Oktober 1930 wurde die Zeitschrift unter dem Titel Eugenik, Erblehre, Erbpflege neu herausgegeben von dem zweiten Vorsitzenden des Bundes für Volksaufartung und preußischen Wohlfahrtsminister Arthur Ostermann. Weitere Herausgeber waren die Wissenschaftler Eugen Fischer, Fritz Lenz, Hermann Muckermann, Ernst Rüdin und Otmar von Verschuer. Sie erschien im Berliner Verlag Alfred Metzner.
Eugenik, Erblehre, Erbpflege entwickelte sich praktisch zum Organ des eugenisch orientierten, „Berliner“ Flügels der Deutschen Gesellschaft für Rassenhygiene um Fischer, dem auch Muckermann, Ostermann und von Verschuer zuzurechnen waren. Dagegen bestimmte der konkurrierende nordisch-rassentheoretisch orientierte „Münchner“ Flügel, dem Alfred Ploetz, Rüdin und Lenz angehörten die Linie des Archiv für Rassen- und Gesellschaftsbiologie, der offiziellen Zeitschrift der Deutschen Gesellschaft für Rassenhygiene.
Mit einer Auflage von 4200 im Jahre 1933 erreichte Eugenik, Erblehre, Erbpflege fünfmal so viele Leser wie das Archiv für Rassen- und Gesellschaftsbiologie.
Im Geleitwort von Eugenik, Erblehre, Erbpflege wurde 1930 bestimmten Menschengruppen der Wert ihres Lebens abgesprochen und neue bevölkerungspolitische Gesetze gefordert:
„Ein erdrückender und ständig wachsender Ballast von untauglichen, lebensunwerten Menschen wird unterhalten und in Anstalten verpflegt – auf Kosten der Gesunden, von denen Hunderttausende ohne eigene Wohnung sind und Millionen ohne Arbeit darben. Mahnt die Not unserer Zeit nicht laut genug ‚Planwirtschaft‘, d. h. Eugenik auch in der Gesundheitspolitik zu treiben?“
Im Jahre 1933 stellte die Zeitschrift aufgrund der Gleichschaltung der Presse im nationalsozialistisch regierten Deutschland nach ihrer Juli-Ausgabe das Erscheinen ein.